# 上色站
上色站（：／ Sangsaek yeok */?）是位于韩国京畿道加平郡的一個已停用的铁路車站，屬於京春线。

## 历史
- 1939年7月25日：开始使用。
- 1974年8月8日：停止使用。